# Room on Fire
Room on Fire is het tweede album van de New Yorkse-band The Strokes. Het album is uitgebracht in oktober 2003 en werd evenals zijn voorganer Is This It goud in de Verenigde Staten. Tot nu toe werden er 575.000 exemplaren verkocht. Wel werd het album minder goed door de pers ontvangen dan zijn voorganger.
Het album is geproduceerd door Gordon Raphael. De originele producer was Nigel Godrich maar zijn productie werd door de band afgewezen. Daarom kwamen zij weer bij Raphael, die ook hun eerste album produceerde.
De eerste single van het album was 12:51. De video die daarbij hoort is geproduceerd door Roman Coppola, de man die ook de videoclips van het eerste album regisseerde. Na 12:51 volgden ook nog Reptilia en The End Has No End. Alle nummers behalve Automatic Stop zijn geschreven door zanger Julian Casablancas. Automatic Stop is geschreven door zowel Casablancas als Albert Hammond Jr.
Het album is opgedragen aan Aaron Wilkinson.

## Tracks
| 1.                 | What Ever Happened?     | 2:49 |
| 2.                 | Reptilia                | 3:35 |
| 3.                 | Automatic Stop          | 3:20 |
| 4.                 | 12:51                   | 2:26 |
| 5.                 | You Talk Way Too Much   | 3:00 |
| 6.                 | Between Love & Hate     | 3:11 |
| 7.                 | Meet Me in the Bathroom | 2:52 |
| 8.                 | Under Control           | 3:02 |
| 9.                 | The Way It Is           | 2:17 |
| 10.                | The End Has No End      | 3:00 |
| 11.                | I Can't Win             | 2:30 |
| Totale duur: 33:05 |                         |      |

## Medewerkers
- Greg Calbi - Mastering
- Julian Casablancas - Zang
- Steve Fallone - Mastering
- Nikolai Fraiture - Basgitaar
- Albert Hammond, Jr. - Gitaar
- William Kelly – Geluid
- Brett Kilroe - Ontwerp
- Colin Lane – Fotografie
- Fabrizio Moretti - Drums
- Peter Phillips - Schilderijen
- Steve Ralbovsky - A&R
- Gordon Raphael - Producer
- Nick Valensi - Gitaar